# 牧野篤
牧野 篤（まきの あつし、1960年（昭和35年）1月11日 - ）は、日本の教育学者。博士（教育学）。東京大学大学院教育学研究科教授。中国の教育が専門。

## 経歴
1960年（昭和35年）1月11日、愛知県刈谷市天王町に生まれ、刈谷市泉田町で育った。刈谷市立富士松南小学校、刈谷市立富士松中学校を卒業。名古屋大学教育学部を卒業。
1988年（昭和63年）に名古屋大学大学院教育学研究科博士課程を満期退学し、1992年（平成4年）に「陶行知『生活教育』思想研究」で博士（教育学）の学位を取得した。中国・中央教育科学研究所の客員研究員を経て、1992年（平成4年）に名古屋大学教育学部の助教授となった。
2016年（平成28年）に名古屋大学大学院教育発達科学研究科の教授となり、2017年（平成29年）に東京大学大学院教育学研究科の教授に転じ、人生100年社会デザイン財団代表理事、文部科学省中央教育審議会生涯学習分科会委員、学校法人トヨタ学園評議員なども務めた。

## 著書

### 単著
- 『中国近代教育の思想的展開と特質 陶行知「生活教育」思想の研究』日本図書センター 1993
- 『民は衣食足りて アジアの成長センター・中国の人づくりと教育』総合行政出版 1995
- 『主体は形成されたか 教育学の枠組みをめぐって』大学教育出版 1999
- 『多文化コミュニティの学校教育 カナダの小学校より』学術図書出版社 1999
- 『〈わたし〉の再構築と社会・生涯教育 グローバル化・少子高齢社会そして大学』大学教育出版 2005
- 『中国変動社会の教育 流動化する個人と市場主義への対応』勁草書房 2006
- 『シニア世代の学びと社会 大学がしかける知の循環』勁草書房 2009
- 『認められたい欲望と過剰な自分語り そして居合わせた他者・過去とともにある私へ』東京大学出版会 2011
- 『人が生きる社会と生涯学習 弱くある私たちが結びつくこと』大学教育出版 2012
- 『農的な生活がおもしろい 年収200万円で豊かに暮らす!』さくら舎 2014
- 『生きることとしての学び 2010年代・自生する地域コミュニティと共変化する人々』東京大学出版会 2014
- 『「つくる生活」がおもしろい 小さなことから始める地域おこし、まちづくり』さくら舎 2017

### 共編著・監修
- 『社会・生涯教育文献集 1』全10巻(日本現代教育基本文献叢書)新海英行,片岡弘勝共編 日本図書センター 1999
- 『地域開放型短期大学の構想 生涯学習時代における短期大学』黒川秀子,今井昌彦共著 大学教育出版 2000
- 『現代世界の生涯学習』新海英行共編著 大学教育出版 2002
- 『市民後見入門 東京大学市民後見人養成講座テキスト版』監修, 飯間敏弘,佐藤智子編 誠信書房 2017

### 翻訳
- 『朱永新中国教育文集 3 苦境と超越 現代中国教育評論』監訳 東方書店 2013

## 論文
- 牧野篤 Cinii